# No Mercy (álbum)
No Mercy es el álbum de estudio debut del cantante puertorriqueño Daddy Yankee, producido por White Lion Records y BM Records, bajo la distribución de Playground Productions. Este álbum tiene ritmos de rap y dancehall, además de letras rápidas e ingeniosas. Canciones como Oh my god, Dan de Dan o Run Come Follow Me fueron muestra del talento del ya experimentado Daddy Yankee, que para esta época ya contaba con 5 años cantando como Hobbie. Luego de esta producción se dedicó de manera profesional y fue un punta pie para que los demás productores y compañías le ofrecieran trabajar con el. El álbum se enfoca en crear temas bailables con una inspiración en el Raggamuffin y el propio estilo naciente Reguetón. Cuenta con la colaboración del dúo boricua Fellas Rican King que estaba conformado por Yaviah & Gummy Man los cuales junto a Daddy Yankee fueron de los protagonistas en el álbum Playero 37, además de, Ángel López que posteriormente conformaría el grupo romántico Son by Four.
El álbum fue la primera producción de Elias de Leon para el sello White Lion Records que de ahí en adelante se convertiría en una de las compañías más influyentes en la música urbana.

## Antecedentes
El álbum estaba dispuesto a salir en el año 1994, pero justo en una sesión de grabación para un álbum de DJ Playero, se formó una guerra de pandillas en el sector y una bala de AK-47 impacto la pierna del artista, lo cual lo mantuvo hospitalizado y con reposo casi todo el año. Para finales de ese año, se dedicó a grabar el álbum en los estudios Unicorn Electric Symphony Studios ubicados en Nueva York, Estados Unidos. El álbum fue producido por Elias de Leon para White Lion Records, Daddy Yankee & DJ Playero para Playground Productions. Este álbum llevó a Daddy Yankee a ser el protagonista de la primera portada de la revista In Da' House Magazine, además de, ser una gran presentación para que los demás productores del género lo llamen para sus producciones. Gracias a los desafortunados eventos del tiroteo y la gran aceptación del álbum, Daddy Yankee decidió tomarse la música en serio y de manera profesional.
El primer y único sencillo fue Oh my God grabado en Nueva York, este es considerado el primer vídeo del artista. La canción fue grabada con una pista de Hip-Hop.

## Lista de canciones

### CD
| N.º | Título                                        | Escritor(es)                 | Productor(es)            | Duración |  |
| 1.  | «Prelude Opus Yankee»                         | Ramón Ayala                  | DJ Playero & Nico Canada | 2:25     |  |
| 2.  | «Run Comme Follow Me»                         | Ramón Ayala                  | DJ Playero               | 4:23     |  |
| 3.  | «Chica Interesada»                            | Ramón Ayala                  | DJ Playero               | 4:03     |  |
| 4.  | «They Cry»                                    | Ramón Ayala                  | DJ Playero               | 4:18     |  |
| 5.  | «Busca Una Yale»                              | Ramón Ayala                  | DJ Playero               | 3:42     |  |
| 6.  | «Oh My God!»                                  | Ramón Ayala                  | DJ Playero & Nico Canada | 4:34     |  |
| 7.  | «Dan De Dan»                                  | Ramón Ayala                  | DJ Playero & Nico Canada | 3:44     |  |
| 8.  | «La Soledad» (ft. Angel Lopez)                | Ramón Ayala                  | DJ Playero & Nico Canada | 4:38     |  |
| 9.  | «Conserva Tu Figura» (ft. Yaviah & Gummy Man) | Ramón Ayala & Javier Marcano | DJ Playero & Nico Canada | 5:08     |  |
| 10. | «Shout Outs»                                  | Ramón Ayala                  | DJ Playero & Nico Canada | 2:41     |  |

| Solo CD Bonus Track |              |              |               |          |  |
| N.º                 | Título       | Escritor(es) | Productor(es) | Duración |  |
| 11.                 | «Raza Unida» | Ramón Ayala  | DJ Playero    | 6:53     |  |

| Casete Lado A |                       |              |                          |          |  |
| N.º           | Título                | Escritor(es) | Productor(es)            | Duración |  |
| 1.            | «Prelude Opus Yankee» | Ramón Ayala  | Dj Playero y Nico Canadá | 2:25     |  |
| 2.            | «Run Comme Follow Me» | Ramón Ayala  | DJ Playero               | 4:23     |  |
| 3.            | «Chica Interesada»    | Ramón Ayala  | DJ Playero               | 4:03     |  |
| 4.            | «They Cry»            | Ramón Ayala  | DJ Playero               | 4:18     |  |
| 5.            | «Busca Una Yale»      | Ramón Ayala  | DJ Playero               | 3:42     |  |

| Casete Lado B |                                               |                              |                          |          |  |
| N.º           | Título                                        | Escritor(es)                 | Productor(es)            | Duración |  |
| 1.            | «Oh My God!»                                  | Ramón Ayala                  | DJ Playero & Nico Canada | 4:34     |  |
| 2.            | «Dan De Dan»                                  | Ramón Ayala                  | DJ Playero & Nico Canada | 3:44     |  |
| 3.            | «La Soledad» (ft. Angel Lopez)                | Ramón Ayala                  | DJ Playero & Nico Canada | 4:38     |  |
| 4.            | «Conserva Tu Figura» (ft. Yaviah & Gummy Man) | Ramón Ayala & Javier Marcano | DJ Playero & Nico Canada | 5:08     |  |
| 5.            | «Shout Outs»                                  | Ramón Ayala                  | DJ Playero & Nico Canada | 2:41     |  |

## Personal[8]
- Ramón Ayala - Cantante, coproductor musical, escritor y productor ejecutivo (tracks 1-2-3-4-5-6-7-8-9-10-11)
- Dj Playero - Productor musical, productor ejecutivo, baterías, teclado y scratching (tracks 1-2-3-4-5-6-7-8-9-10-11)
- Nico Canada - Productor musical y teclado (tracks 1-6-7-8-9-10)
- Yaviah - Cantante y escritor (tracks 9)
- Gummy Man - Cantante (tracks 9)
- Ángel López - Cantante (tracks 8)
- Mariam - Voces adicionales (track 8)
- Elias de Leon - Productor ejecutivo
- Rubén Ortiz - Ingeniero de grabación y ingeniero de mezcla
- Jorge Velásquez - Fotografía
- Iris Pagan - Maquillaje